# Drymaeus ribeiroi
Drymaeus ribeiroi é uma espécie de caracol tropical, um molusco gastrópode pulmonado da família Bulimulidae.

## Taxonomia e etimologia
Drymaeus ribeiroi foi descrito pela primeira vez em 1915 pelo naturalista germano-brasileiro Hermann von Ihering. A descrição baseou-se em uma única concha vazia coletada em Salto Alegre, um pequeno vilarejo às margens do rio Jauru, no sudoeste de Mato Grosso, Brasil, durante uma expedição realizada pela Comissão Rondon. A Comissão foi criada em 1907 pelo governo brasileiro com o objetivo de construir uma rede telegráfica ligando a região Centro-Oeste à Amazônia. Liderada então pelo então Major Cândido Mariano da Silva Rondon, teve um papel fundamental na integração territorial do Brasil e na expansão da infraestrutura nacional de comunicações. Além da missão técnica, a comissão realizou importantes trabalhos científicos nas áreas de geografia, etnografia, botânica, zoologia, astronomia e geologia.
As expedições da Comissão Rondon resultaram no mapeamento de rios até então desconhecidos, na documentação de diversos povos indígenas e na coleta de milhares de espécimes de plantas e animais, muitos dos quais foram descritos pela primeira vez pela ciência brasileira, como é o caso de D. ribeiroi. Inicialmente, a espécie foi nomeada Drymaeus nigrogularis ribeiroi, como uma subespécie de Drymaeus nigrogularis (Dohrn, 1882). No entanto, posteriormente foi reconhecida como uma espécie distinta. O nome específico ribeiroi homenageia o herpetólogo brasileiro Alípio de Miranda Ribeiro.